# Campionati europei di ciclismo su pista - 500 metri a cronometro
La 500 metri a cronometro è una delle prove inserite nel programma dei campionati europei di ciclismo su pista. Gara open, esclusivamente femminile (la prova maschile si svolge sulla distanza dei 1000 metri), è parte del programma dalla quinta edizione dei campionati, nel 2014.

## Albo d'oro
Aggiornato all'edizione 2024.
| Anno | Vincitrice         | Seconda                  | Terza              |
| ---- | ------------------ | ------------------------ | ------------------ |
| 2014 | Anastasija Vojnova | Elis Ligtlee             | Miriam Welte       |
| 2015 | Anastasija Vojnova | Elis Ligtlee             | Dar'ja Šmelëva     |
| 2016 | Dar'ja Šmelëva     | Pauline Grabosch         | Anastasija Vojnova |
| 2017 | Miriam Welte       | Pauline Grabosch         | Dar'ja Šmelëva     |
| 2018 | Dar'ja Šmelëva     | Olena Starikova          | Miriam Welte       |
| 2019 | Anastasija Vojnova | Dar'ja Šmelëva           | Olena Starikova    |
| 2020 | Dar'ja Šmelëva     | Anastasija Vojnova       | Miriam Vece        |
| 2021 | Dar'ja Šmelëva     | Pauline Grabosch         | Jana Tyščenko      |
| 2022 | Emma Hinze         | Olena Starikova          | Miriam Vece        |
| 2023 | Emma Hinze         | Taky Marie-Divine Kouamé | Hetty van de Wouw  |
| 2024 | Katy Marchant      | Taky Marie-Divine Kouamé | Pauline Grabosch   |

## Medagliere
| Pos.   | Paese         | Oro | Argento | Bronzo | Totale |
| ------ | ------------- | --- | ------- | ------ | ------ |
| 1      | Russia        | 7   | 2       | 4      | 13     |
| 2      | Germania      | 3   | 3       | 3      | 9      |
| 3      | Gran Bretagna | 1   | 0       | 0      | 1      |
| 4      | Paesi Bassi   | 0   | 2       | 1      | 3      |
| 4      | Ucraina       | 0   | 2       | 1      | 3      |
| 6      | Francia       | 0   | 2       | 0      | 2      |
| 7      | Italia        | 0   | 0       | 2      | 2      |
| Totale | Totale        | 11  | 11      | 11     | 33     |

| Pos. | Atleta                   | Oro | Argento | Bronzo | Totale |
| ---- | ------------------------ | --- | ------- | ------ | ------ |
| 1    | Dar'ja Šmelëva           | 4   | 1       | 3      | 8      |
| 2    | Anastasija Vojnova       | 3   | 1       | 1      | 5      |
| 3    | Emma Hinze               | 2   | 0       | 0      | 2      |
| 4    | Miriam Welte             | 1   | 0       | 2      | 3      |
| 5    | Katy Marchant            | 1   | 0       | 0      | 1      |
| 6    | Pauline Grabosch         | 0   | 3       | 1      | 4      |
| 7    | Olena Starikova          | 0   | 2       | 1      | 3      |
| 8    | Elis Ligtlee             | 0   | 2       | 0      | 2      |
| 8    | Taky Marie-Divine Kouamé | 0   | 2       | 0      | 2      |
| 10   | Miriam Vece              | 0   | 0       | 2      | 2      |